# フェデリコ・サラーチョ
フェデリコ・サラーチョ（Federico Zaracho, 1998年3月10日 - ）は、アルゼンチン・ブエノスアイレス州出身のサッカー選手。ラシン・クラブ所属。ポジションはミッドフィールダー。

## 経歴

### クラブ
ラシン・クラブの下部組織に所属していた。2016年12月17日、CAウニオン戦でプロデビューを果たした。2017年9月10日、CAテンペルレイ戦で初得点を記録した。
2020年10月16日、アトレチコ・ミネイロに移籍した。

### 代表
2017年、U-20アルゼンチン代表として2017 南米ユース選手権に出場した。2017 FIFA U-20ワールドカップにも出場した。
2019年3月26日、モロッコ代表との親善試合でレアンドロ・パレデスと交代で後半31分から出場し、A代表デビュー。